# Cârlomănești, Buzău
Cârlomănești este un sat în comuna Vernești din județul Buzău, Muntenia, România. Prima atestare documentară datează din 14 iunie 1541, într-un act emis de Radu Vodă.
Pe teritoriul localității, în punctul Cetățuia, se găsește o importantă stațiune arheologică cu vestigii de locuire din epoca bronzului (cultura Monteoru) și din epoca geto-dacică, stațiunea fiind cercetată arheologic din 1967 și până în prezent. Un alt obiectiv arheologic este constituit din cimitirul din epoca bronzului (cultura Monteoru), situat în punctul La arman, unde în cursul săpăturilor arheologice dintre 2001-2007 au fost descoperite 24 de morminte precum și vestigii din secolele al VI-lea — al VII-lea d. Hr.